# NGC 2654
NGC 2654 è una  galassia a spirale barrata vista di taglio e situata nella costellazione dell'Orsa Maggiore, a una distanza di circa 70 milioni di anni luce dalla nostra Via Lattea.

## Scoperta
La galassia è stata scoperta il 18 agosto 1882 dall'astronomo tedesco Wilhelm Tempel.

## Descrizione

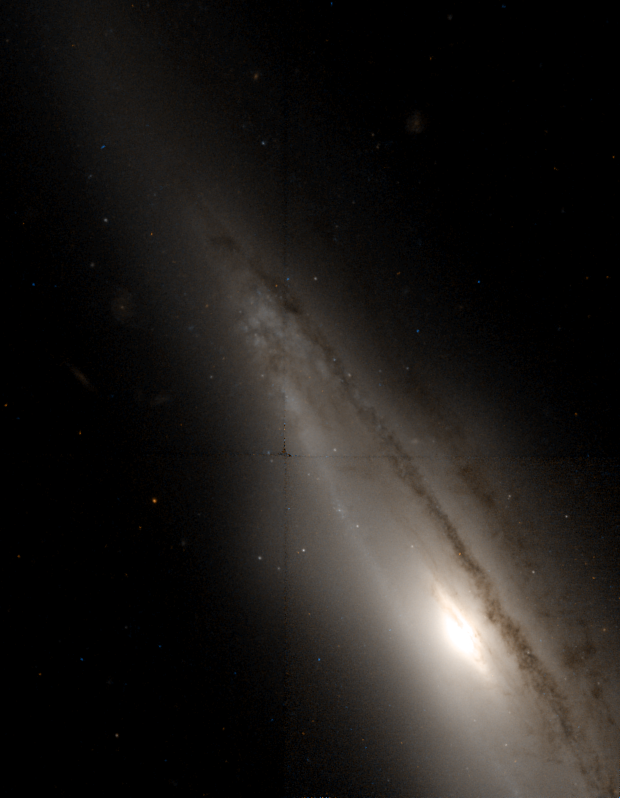
Dettaglio di NGC 2654 ripreso dal Telescopio spaziale Hubble.

NGC 2654 ha una classe di luminosità I-II e presenta una larga riga a 21 cm dell'idrogeno neutro.
Si ipotizza che possa essere una galassia attiva caratterizzata da un nucleo piuttosto piccolo in relazione alle sue dimensioni (retired nucleus, abbreviato in RET, nella letteratura in lingua inglese).

## Gruppo di NGC 2768
NASA/IPAC classifica NGC 2654 come una galassia di campo, cioè una galassia che non appartiene ad alcun ammasso o gruppo di galassie ed è quindi gravitazionalmente isolata. La maggior parte delle fonti ritiene invece che la galassia faccia parte del Gruppo di NGC 2768, assieme a NGC 2726, NGC 2742, NGC 2768 e UGC 4549.
Anche Richard Powell ritiene che tre di queste galassie (NGC 2654, NGC 2742 e NGC 2768) facciano parte di uno stesso gruppo.